# Calamus serrulatus
Calamus serrulatus är en enhjärtbladig växtart som beskrevs av Odoardo Beccari. Calamus serrulatus ingår i släktet Calamus och familjen Arecaceae. Inga underarter finns listade i Catalogue of Life.